# Savournon
Savournon település Franciaországban, Hautes-Alpes megyében. Lakosainak száma 244 fő (2022. január 1.). Savournon La Bâtie-Montsaléon, Le Bersac, Chabestan, Esparron, Le Saix, Serres, Ventavon és Garde-Colombe községekkel határos.

## Népesség
A település népessége az elmúlt években az alábbi módon változott:
| Lakosok száma | 182  | 146  | 191  | 244  | 241  | 253  | 259  | 252  | 248  | 244  |
|               | 1968 | 1982 | 1990 | 2006 | 2013 | 2015 | 2017 | 2019 | 2020 | 2022 |